# Hotel Crillón (Lima)
El Hotel Crillón fue un  hotel ubicado en el centro histórico de Lima, situado en la Avenida Nicolás de Piérola.
Fue inaugurado en 1947 por el empresario suizo Domingo Bezzola en un edificio de ocho pisos que fue construido originalmente para ser sede del Colegio de Abogados de Lima. La intención era hacerle competencia al Gran Hotel Bolívar, ubicado a unas cuadras en plena Plaza San Martín. En 1957 se construyeron 14 pisos hasta llegar a su altura final de 22 pisos. Durante su época de esplendor llegó a tener 550 habitaciones, 650 camas, 700 empleados, cuatro bares y cinco restaurantes. Asimismo fue famoso por albergar a actores y cantantes que visitaban Lima. Entre sus instalaciones se destacaban el restaurante Pancho Fierro, el bar Don Pepe, su Centro de Convenciones, el Grill La Balsa y su famoso Sky Room inaugurado el 1 de agosto de 1960.
Los años 1960 fueron los años de esplendor del Crillón. El Sky Room, desde donde se tenía una vista privilegiada de la ciudad de Lima, era el centro de reunión más animado y exclusivo de la ciudad. En esos años, el hotel alojó a muchos famosos como María Félix, Charles Aznavour, John Wayne, Nat King Cole, Debbie Reynolds, Muhammad Ali y Pelé. En los años 1970, el empresario pesquero Luis Banchero Rossi, considerado el hombre más rico del Perú en ese momento, alquilaba todo el piso 19 donde vivía e instaló su cuartel general, hasta que fue asesinado.
La decadencia del centro histórico de Lima ocasionó el declive del hotel en los años 1980 y 1990. Las cadenas hoteleras empezaron su migración hacia los distritos de San Isidro y Miraflores En 1999, el Crillón cerró sus puertas. En la actualidad, se sabe que el edificio fue adquirido por la empresa española Arte Express y sirve de espacio de oficinas, una oficina de la SUNAT y espacio para teletrabajo.